# Coupure du Cotentin
Seconde Guerre mondiale
Batailles
Opérations de débarquement (Neptune)
- Tonga (Deadstick, Batterie de Merville)
- Albany (Chicago, Manoir de Brécourt)
- Boston (Detroit)
- Utah Beach
- Omaha Beach (Pointe du Hoc)
- Gold Beach
- Juno Beach
- Sword Beach

Secteur anglo-canadien
- Caen
- Authie
- Perch (Villers-Bocage)
- Putot
- Bretteville-l'Orgueilleuse
- Norrey
- Mesnil-Patry
- Martlet
- Epsom
- Windsor
- Charnwood
- Jupiter
- Atlantic
- Goodwood
- Crête de Verrières
- Spring
- Bluecoat
- Totalize
- Tractable

Secteur américain
- Carentan
- Cotentin
- Cherbourg (Bombardement)
- Bataille des Haies (Elle, Saint-Lô, La Haye-du-Puits)
- Cobra
- Mortain

Fin de la bataille de Normandie et libération de l'Ouest
- Rennes
- Saint-Malo
- Brest
- Poche de Falaise
- Chambois
- Paris

Mémoire et commémorations
- Cimetières militaires de la bataille de Normandie
- Commémorations du 70e anniversaire
- Projet UNESCO de classement des plages

La coupure du Cotentin est l'isolement par les troupes américaines du Nord-Cotentin, dont le port de Cherbourg, du reste de la France occupée le 18 juin 1944, dans la seconde semaine de la bataille de Normandie.

## Avancée depuis la tête de pont
Après le débarquement du 6 juin 1944 et la consolidation de la tête de pont d'Utah Beach, l'armée américaine a pour objectif de prendre le plus rapidement possible le port de Cherbourg, nécessaire à la logistique alliée. Mais la tête de pont établie après le débarquement à Utah Beach est bloquée au nord par la forte résistance allemande à Montebourg, verrou pour l'accès vers le port normand, et à l'ouest par les marais et les zones inondées du Merderet, de la Douve, de la Taute et de la Sève. Le commandement américain décide néanmoins une poussée vers l'ouest pour occuper le territoire sur une ligne allant du rivage est au rivage ouest du Cotentin empêchant ainsi l'arrivée de renforts allemands vers Cherbourg et permettant de contourner la ligne de résistance allemande.
Dès le 8 juin, la 101e aéroportée se lance à l'assaut de Carentan défendue par les Fallschirmjäger commandés par von der Heydte. Après 4 jours de combats, les paras américains réussissent à s'emparer de la ville aidée de la 29e division (la « Blue and Gray ») arrivant d'Omaha Beach. Ils résistent à une contre-attaque de la 17.SS Panzergrenadier Division qui visait à isoler les deux têtes de pont américaines et l'intervention de la 2e division blindée américaine fait échouer cette contre-attaque.

## Offensive vers Saint-Sauveur-le-Vicomte
La 90e division américaine lance une attaque vers Saint-Sauveur-le-Vicomte mais composée de jeunes recrues, elle subit de lourdes pertes dans le bocage normand face à des troupes allemandes plus aguerries et bénéficiant d'un terrain favorisant la défense. Le 13 juin, ils réussissent à enlever Pont-l'Abbé mais leur chef MacKelvie est relevé de son commandement pour manque d'allant de son unité.
À partir du 14 juin 1944, face à la progression limitée de la 90e, le général Collins commandant le VIIe corps engage la 9e division.
Les 15 et 16 juin, plusieurs bombardements alliés atteignent les défenses allemandes, les ponts, les voies de chemins de fer et les dépôts de munitions autour de Portbail. La population de ce village a évacué le bourg et les Allemands commencent à se retirer.
Le 16 juin, les Américains prennent Saint-Sauveur-le-Vicomte.
Le 17 juin, à hauteur du village des Perques près de Bricquebec, des chasseurs bombardiers américains attaquent un groupe de combat de la 77e division d'infanterie allemande. La mort du général Rudolf Stegmann, commandant cette division, est parfois attribuée à cet assaut. Mais selon des sources allemandes, le général avait, à 6 h du matin, fait stationner sa voiture sur cette commune mais à l'extérieur du village, au carrefour dit de la Vente au Saulnier, un croisement entre la départementale 50, la route reliant Bricquebec à Portbail et la départementale 127, la route se dirigeant vers le sud et Saint-Sauveur-le-Vicomte. La voiture était protégée par la large frondaison d'un gros hêtre et l'encaissement du carrefour entre de hautes haies, situation rendant peu plausible une attaque aérienne. Le général Stegmann était sorti de son véhicule, avait déplié ses cartes sur le capot et avec l'aide de son ordonnance cherchait un chemin pour que sa division puisse se replier vers le sud et ne pas être enfermée dans la poche du Cotentin en cours de formation, suivant l'autorisation de décrochage donnée par Rommel. Il semble que sa mort soit due au lancer d'une grenade par deux parachutistes américains égarés qui avaient trouvé refuge dans une maison juste au-dessus du carrefour, la grenade ayant également tué le chauffeur du véhicule, les soldats américains s'étant repliés juste après leur attaque.

## Arrivée à Barneville-sur-Mer

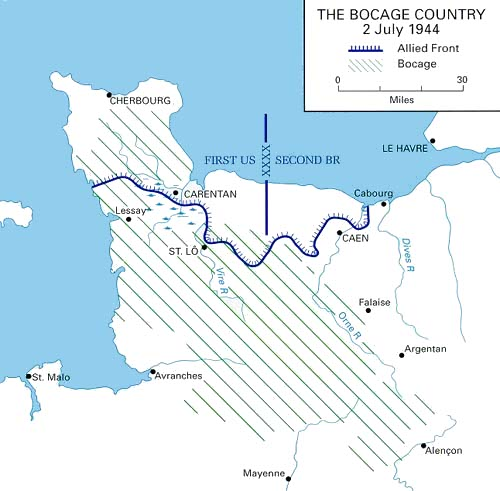
Le front en Normandie le 2 juillet, 15 jours après la coupure du Cotentin.

À l'aube du dimanche 18 juin 1944, une colonne blindée du 69e régiment de la 9e division d'infanterie américaine entre dans le bourg de Barneville et y installe une ligne de défense. Celle-ci combat toute la journée. Un grand nombre d'unités allemandes tentent de traverser la ville. Certaines d'entre elles parviendront à rejoindre leurs lignes au sud une fois la nuit tombée. 3 000 soldats de la Wehrmacht seront faits prisonniers. Au soir du 18 juin, la péninsule du Cotentin est officiellement « coupée » par les GI's. Un monument à Barneville rappelle cet événement.
Au matin du 19 juin, les Américains tiennent un rectangle dont les quatre angles sont : Saint-Lô-d'Ourville, Barneville, Quinéville et les marais sud de Carentan. Le front sud ne bougera pas jusqu'au 2 juillet.

## Suites
Suivant sa stratégie de ne laisser aucun répit aux Allemands et disposant de renforts débarqués à Utah Beach, le général Collins ordonne aux troupes américaines de remonter vers le nord, en direction de Cherbourg, la 9e division d'infanterie dirigée par le général Manton Eddy depuis Barneville en longeant la côte ouest, la 79e division d'infanterie dirigée par le général Wyche au centre du Cotentin et la 4e division d'infanterie à l'est.

## Sources bibliographiques

### Livres
- Georges Bernage, La bataille du Cotentin : 9-19 juin 1944, Saint-Martin-des-Entrées, Editions Heimdal, 2013, 80 p. (ISBN 978-2-84048-344-1)
- Georges Bernage, Première victoire américaine en Normandie : Cherbourg, Editions Heimdal, 1990, 96 p. (ISBN 978-2-902171-65-1)
- (fr) Michel Pinel, La Guerre des Haies et la Bataille de La Haye-du-Puits, Michel Pinel, Mai 2004.
- Martin Blumenson (trad. de l'anglais), La Libération – Histoire officielle américaine, Condé-sur-Noireau, Charles Corlet, 1993, 1021 p. (ISBN 2-85480-434-1)
- (fr) Omar Bradley, Histoire d'un soldat, Gallimard, 1952.
- Paul Carell, Ils arrivent ! Le débarquement vu du côté allemand, Éditions Robert Lafont et Editions "J'ai lu leur aventure" n°A9/10, coll. « J'ai lu Document », 1961 (réimpr. 16 juin 2004) (ISBN 978-2-290-34359-3)
- Été 44. Regards sur une Libération, Rennes, Ouest-France, 2009, 204 p. (ISBN 978-2-7373-4773-3)
- Éric Rondel, Les Américains en Normandie, Éditions Astoure (réimpr. 16 juin 2004)

### Articles
- Georges Bernage, La coupure du Cotentin, in 39/45 magazine hors-série “Normandie 1944”, n° 8, Éditions Heimdal, 2013